# Adrian Scott
Robert Adrian Scott (Arlington, Nueva Jersey, 6 de febrero de 1911 - Sherman Oaks, California, 25 de diciembre de 1972) fue un guionista y productor cinematográfico estadounidense. Fue uno de los Diez de Hollywood y más tarde fue incluido en la lista negra de los jefes de los estudios cinematográficos de Hollywood.

## Biografía

### Primeros años de vida
Scott nació en Arlington, Nueva Jersey, hijo de exitosos padres católicos irlandeses: su padre trabajaba en la gerencia media de la Compañía Telefónica de Nueva York. Arlington fue uno de los centros de la industria textil estadounidense, un sitio clave en la historia del capitalismo industrial y un semillero de agitación obrera radical. Arlington está a 12 millas al sur de Paterson, donde la huelga de 1913 de 25.000 trabajadores de la seda reunió a socialistas, wobblies e intelectuales de Greenwich Village. En 1926, cuando Scott tenía 15 años, 20.000 trabajadores textiles de la cercana Passaic, cerraron las fábricas.
El hermano mayor de Scott, Allan, era un dramaturgo (y más tarde guionista), cuya comedia Goodbye Again se representó en Broadway durante la mayor parte de 1933.
El anuario universitario de Adrian en Amherst College lo describía: "Sombrero ladeado hacia atrás en un ángulo desenfadado, cigarro en la comisura de la boca, dedos jugando ágilmente sobre las teclas de la máquina de escribir, el inimitable RAL Scott". Scott se graduó en Amherst en 1934. Fue crítico de cine y editor asociado de la revista Stage desde 1936 hasta 1938. Se mudó a Hollywood, California, en 1939.

### Guionista
Scott irrumpió en Hollywood como guionista. Trabajó en el guion de Keeping Company (1940) en MGM, We Go Fast (1941) en 20th Century Fox y The Parson of Panamint (1941) en Paramount . Scott escribió Mr. Lucky (1943) en RKO, que fue un éxito.

### Productor
RKO contrató a Scott para trabajar como productor. Su primer crédito en esa capacidad fue My Pal Wolf (1944). Luego produjo Murder, My Sweet (1944), una adaptación de Farewell My Lovely de Raymond Chandler  por John Paxton que fue dirigida por Edward Dmytryk . Fue un éxito comercial y de crítica. El reparto incluía a Dick Powell, que revitalizó su carrera en el papel de Philip Marlowe, y Anne Shirley con quien Scott se casó., Scott, Dmytryk, Powell y Paxton se reunieron en Cornered (1945). Scott produjo Deadline at Dawn (1946), el único largometraje dirigido por Harold Clurman. Dmytryk, Paxton y él se reunieron en So Well Remembered (1947) rodada en Inglaterra. Más exitosa fue Encrucijada de odios (1947), otra colaboración entre los tres hombres. Crossfire fue nominada para el Premio de la Academia a la Mejor Película  y fue un éxito popular.
Scott produjo The Boy with Green Hair (1948), dirigida por Joseph Losey, que fue un fracaso de taquilla. Se le atribuye el guion de Miss Susie Slagle (1946) en Paramount.

### Lista negra
Scott se unió al Partido Comunista de Estados Unidos en 1944.En octubre de 1947, Scott fue llamado a testificar durante las audiencias del Comité de Actividades Antiamericanas (HUAC) de la Cámara de Representantes sobre Hollywood, pero al igual que otras nueve personas, se negó a testificar. La RKO lo despidió el 29 de octubre de 1947 por negarse a responder preguntas.
Durante el primer año de la lista negra, regresó al periodismo, colaborando con la revista londinense Cine-Technician. Fue condenado a prisión junto con los otros miembros de los Diez de Hollywood. Edward Dmytryk, otro de los Diez de Hollywood, optó por convertirse en un testigo "amistoso" y testificó ante la HUAC en 1951 que Scott le presionó para que pusiera propaganda comunista en sus películas.
En 1955 Scott publicó un ensayo titulado "Blacklist: The Liberal's Straightjacket and Its Effect on Content"" en Hollywood Review .
De 1954 a 1961 Scott se ganó la vida escribiendo para televisión. Estos programas incluyeron The Adventures of Robin Hood y The Adventures of Sir Lancelot. Proporcionó la historia de Conspiracy of Hearts (1960) bajo un seudónimo. Se mudó a Reino Unido en 1961.
En 1963 MGM-British contrató a Scott como ejecutivo de producción poniendo fin efectivamente a su lista negra.

### Carrera posterior
Scott intentó volver a la producción cinematográfica en 1967 produciendo una nueva adaptación de Monsieur Lecoq; La película nunca se terminó. Los fotogramas de la película con la actriz Julie Newmar aparecieron en la edición de septiembre de 1969 de Playboy .
Poco antes de su muerte, Scott hizo una adaptación televisiva de The Great Man's Whiskers y se le atribuyó su nombre legal.

## Vida personal
Scott estuvo casado con la actriz Anne Shirley, quien posteriormente se casó con otro guionista, Charles Lederer, sobrino de Marion Davies. Más tarde se casó con Joan Scott (de soltera LaCour), también guionista y productora. Joan a veces sirvió como fachada de Adrian cuando no podía publicar bajo su propio nombre, y más tarde el apellido LaCour fue utilizado por ambos cuando escribían en Hollywood.
Adrian era hermano del guionista Allan Scott, quien es padre de la actriz Pippa Scott . Adrian Scott murió de cáncer de pulmón en 1972 en Sherman Oaks, California.

## Documentos
Los artículos de Joan y Adrian Scott se pueden encontrar en el American Heritage Center en Laramie, Wyoming.